# Szymon Wieczorek
Szymon Wieczorek (ur. 1947, zm. 22 listopada 2016) – polski funkcjonariusz Straży Granicznej, generał brygady Straży Granicznej.

## Życiorys
Był absolwentem między innymi Oficerskiej Szkoły WOP oraz Akademii Spraw Wewnętrznych w Warszawie. W ramach Straży Granicznej piastował między innymi funkcję naczelnika wydziału operacyjno-rozpoznawczego Biura Ochrony Granicy Państwowej w Komendzie Głównej SG, zaś od 1996 funkcję komendanta Lubuskiego Oddziału SG. W 2002 został szefem zarządu operacyjno-śledczego Komendy Głównej SG. W 2005 Prezydent RP Aleksander Kwaśniewski awansował go na stopień generała brygady. Żona Danuta, syn Andrzej Wieczorek mjr SG.